# Сакатональ
Сакатональ (ідентифікатор WWF: NT1009) — неотропічний екорегіон гірських луків та чагарників, розташований в Центральній Мексиці.

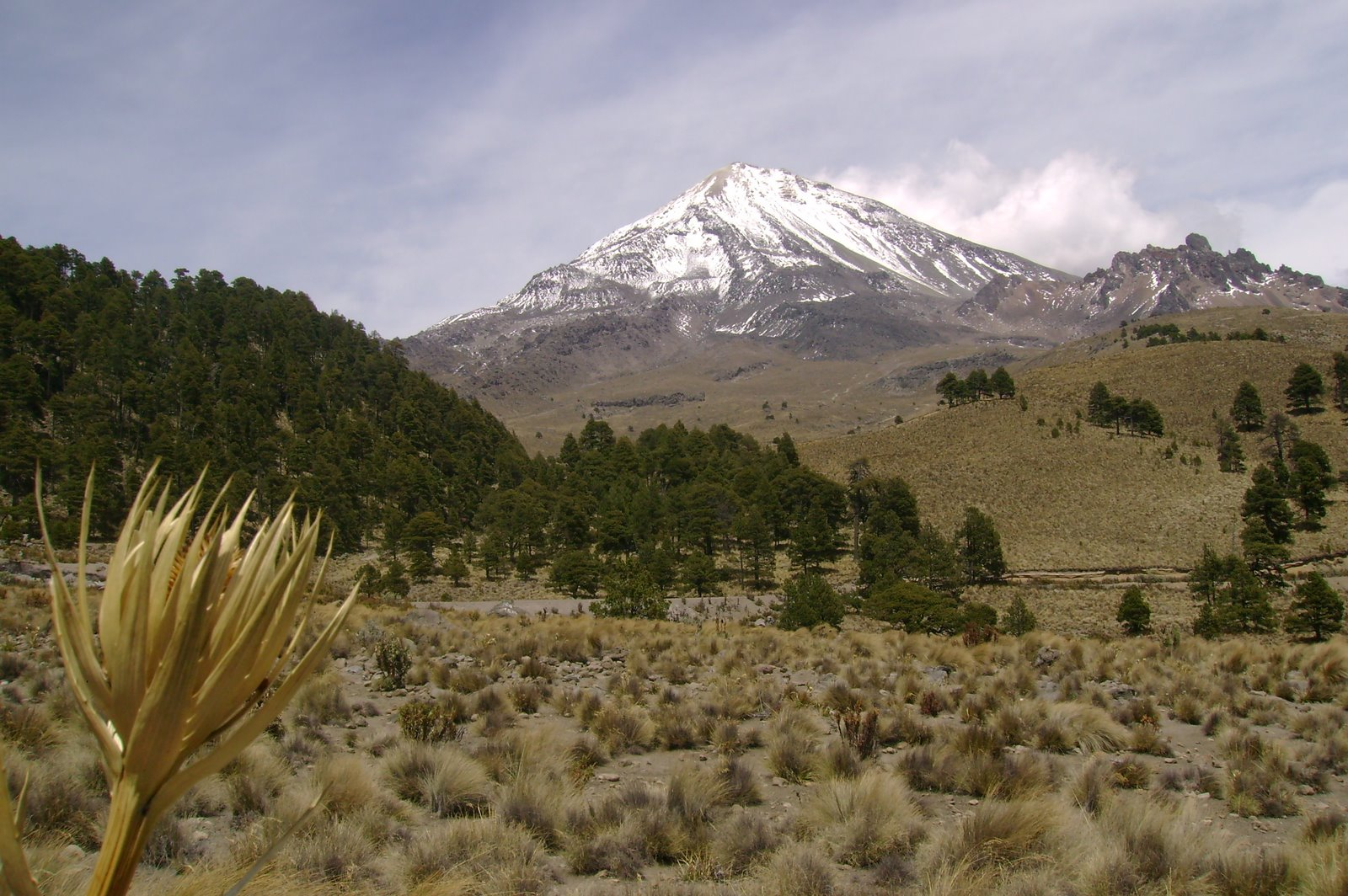
Високогір'я Піко-де-Орісаби

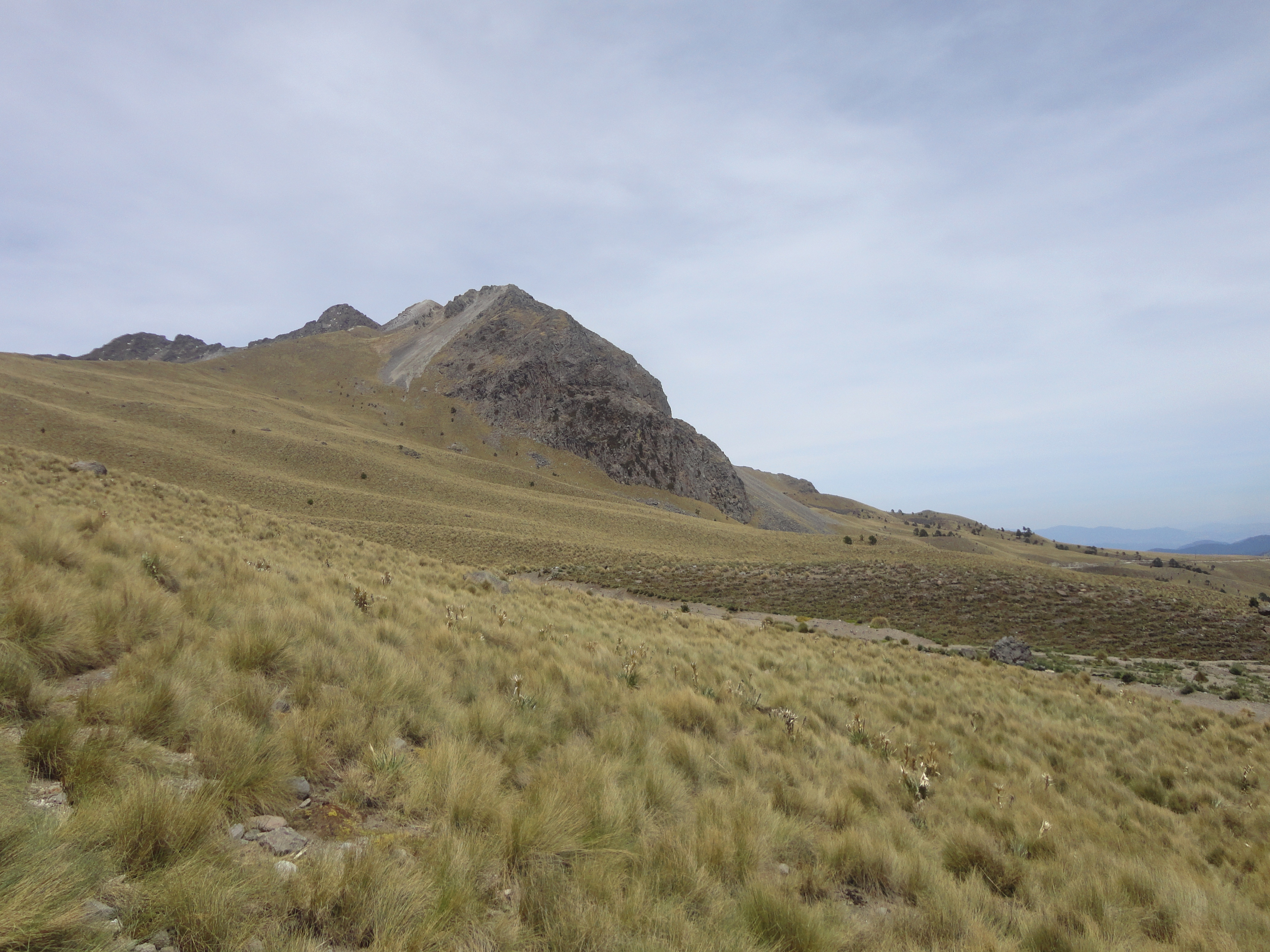
Сакатональ на горі Невадо-де-Толука

## Географія
Екорегіон сакатоналю охоплює найвищі гірські вершини Трансмексиканського вулканічного поясу. Ці вулканічні гори простягаються майже на 900 км із заходу на схід через центральну частину Мексики. Найвищою вершиною екорегіону є активний вулкан Піко-де-Орісаба або Сітлалтепетль заввишки 5636 м, найвища гора Мексики та найвищий вулкан Північної Америки. Іншими вулканічними вершинами регіону є Попокатепетль (5393 м), Істаксіуатль (5230 м), Невадо-де-Толука або Шинантекатль (4680 м), Сьєрра-Негра або Тлільтепетль (4580 м), Ла-Малінче або Матлалкуєуетль (4461 м), Кофре-де-Піроте або Наукампатепетль (4282 м) та Піко-де-Тансітаро (3840 м). На висоті нижче 3500 м над рівнем моря луки сакатоналю переходить у сосново-дубові ліси Трансмексиканського вулканічного поясу.

## Клімат
У високогір'ях екорегіону переважає тундровий клімат (ET за класифікацією кліматів Кеппена), а на низьких висотах — прохолодний високогірний субтропічний клімат (Cwc за класифікацією кліматів Кеппена). Снігопади можуть траплятися в регіоні протягом всього року. На вершині Піко-де-Орісаби є кілька льодовиків.

## Флора
Рослинний покрив екорегіону представлений субальпійськими та альпійськими луками, поширеними вище верхньої межі лісу. На цих луках переважають невисокі трав'янисті рослини, які виростають до 20-70 см заввишки.
На висоті 3500 м над рівнем моря поширені відкриті субальпійські рідколісся, основу яких складають сосни Хартвега (Pinus hartwegii), сосни Монтесуми (Pinus montezumae) та мексиканські яловці (Juniperus monticola). Купини толукської костриці (Festuca tolucensis) та толукського куничника (Calamagrostis tolucensis) зустрічаються в підліску цих рідколісь та домінують на відкритих субальпійських луках. Серед інших видів злаків та різнотрав'я, поширених на субальпійських луках, слід відзначити мохувату піщанку (Arenaria bryoides), недоторканий кудрявець (Descurainia impatiens), хорульйоську кашку (Draba jorullensis), гірський люпин (Lupinus montanus), перуанську мюленбергію (Muhlenbergia peruviana), чотиризубчикову мюленбергію (Muhlenbergia quadridentata), орісабський шолудивник (Pedicularis orizabae), тирличелистий бородоязичник (Penstemon gentianoides), однорічний тонконіг (Poa annua), тичинковий перстач (Potentilla staminea), дрібноцвітий волохатий огірок (Sicyos parviflorus), колючий трищетинник (Trisetum spicatum) та різні види квасениці (Oxalis spp.). На висоті 3800 м над рівнем моря чотиризубчикова мюленбергія (Muhlenbergia quadridentata) стає домінуючим видом трав, а на висоті від 3800 до 4200 м над рівнем моря домінує толукський куничник (Calamagrostis tolucensis).
На висоті 4200-4300 м над рівнем моря відбувається перехід від субальпійських до альпійських луків. На альпійських луках переважають купини сизої костриці (Festuca livida) і толукської костриці (Festuca tolucensis) та подушкоподібні мохуваті піщанки (Arenaria bryoides). Серед інших рослин, поширених на альпійських луках, слід відзначити різні види осок (Carex spp.), роговиків (Cerastium spp.), осотів (Cirsium spp.), крупок (Draba spp.), миколайчиків (Eryngium spp.), сухоцвітів (Gnaphalium spp.), люпинів (Lupinus spp.), ожик (Luzula spp.), оксилобусів (Oxylobus spp.), фацелій (Phacelia spp.), подорожників (Plantago spp.), перстачів (Potentilla spp.), жовтців (Ranunculus spp.) та жовтозіль (Senecio spp.), а також різні види папоротей, мохів та лишайників.
Флора сакатоналю відрізняється як від флори помірних альпійських луків, поширених у високогір'ях Північноамериканських Кордильєр, так і від флори альпійського парамо, поширеного у високогір'ях Центральної Америки та південноамериканських Анд. Приблизно 75 % видів рослин, поширених у сакатоналі, є ендеміками, що робить цю екосистему однією з найбільш різноманітних за кількістю ендемічних видів на одиницю території. Багато з цих ендеміків є реліктами давньої плейстоценової флори, яка під час останнього льодовикового періоду, коли клімат Центральної Мексики був більш прохолодним, була поширена на більшій території.

## Фауна
Серед поширених в екорегіоні ссавців слід відзначити білохвостого оленя (Odocoileus virginianus), койота (Canis latrans), пуму (Puma concolor), флоридського кролика (Sylvilagus floridanus), мексиканського кролика (Sylvilagus cunicularius), чорновуху мишу (Peromyscus melanotis) та віргінського опосума (Didelphis virginiana). Майже ендемічними представниками регіону є вулканічні кролики (Romerolagus diazi), вулканічні хом'ячки (Neotomodon alstoni), вулканічні врожайниці (Reithrodontomys chrysopsis), перотійські гоферики (Cratogeomys perotensis), гоферики Мерріама (Cratogeomys merriami), центральномексиканські бурозубки (Cryptotis alticola), мексиканські довгохвості мідиці (Sorex oreopolus) та орісабські мідиці (Sorex orizabae), які окрім високогірних луків, зустрічаються лише у сосново-дубових лісах на нижчих висотах.
Серед птахів, поширених на високогірних луках сакатоналю, слід відзначити мексиканського сокола (Falco femoralis), американського боривітра (Falco sparverius), американську сипуху (Tyto furcata), звичайного крука (Corvus corax), рогатого жайворонка (Eremophila alpestris), скельного орішця (Salpinctes obsoletus), річкового овада (Cistothorus platensis), смугасту вівсянку (Oriturus superciliosus) та мексиканського юнко (Junco phaeonotus). Майже ендемічними представниками екорегіону є рідкісні мексиканські пасовники (Xenospiza baileyi), які зустрічаються у перехідній зоні між сакатоналем та гірськими сосновими лісами. 

## Збереження
Екосистема сакатоналю є дуже вразливою і не терпить постійних порушень. Основними загрозами для збереження природи регіону є полювання, неконтрольовані пожежі, сільськогосподарська діяльність та випас худоби. Тим не менш, значна частина екорегіону залишається відносно незайманою. Основними природоохоронними територіями екорегіону є: Національний парк Піко-де-Орісаба, Національний парк Істаксіуатль-Попокатепетль, Національний парк Ла-Малінче, Національний парк Невадо-де-Толука, Національний парк Кофре-де-Піроте та Заповідна зона флори і фауни Піко-де-Тансітаро.